# Pseudothecosomata
Pseudothecosomata is een onderorde van weekdieren uit de klasse van de Gastropoda (slakken).

## Superfamilie
- Cymbulioidea Gray, 1840